# Ténis
Ténis (português europeu) ou tênis (português brasileiro) é um desporto de origem inglesa, disputado em courts geralmente abertos e de superfícies sintéticas, cimento, terra batida ou relva. Participam no jogo dois adversários ou duas duplas de adversários, podendo ser mistas (homens e mulheres) ou não. O court é dividido em duas metades por uma rede e o objetivo do jogo é rebater uma pequena bola para além da rede (para o campo adversário) com ajuda de uma raquete.
Para marcar um ponto é preciso que a bola toque no solo em qualquer parte dentro do campo adversário duas vezes, fazendo com que o adversário não consiga devolver a bola antes do segundo toque, ou que a devolva para fora dos limites do outro campo. O desporto assim possui aspectos de ataque (bater bem a bola, dificultando a devolução do adversário) e defesa (bom posicionamento no court, antecipação do lance adversário etc).
O ténis possui um intricado sistema de pontuação, que subdivide o jogo em jogos e partidas. Grosso modo, um jogo é um conjunto de pontos e uma partida é um conjunto de jogos. Cada jogo tem um jogador responsável por recolocar a bola em jogo: fazer o serviço ou sacar. No ténis de competição, é comum que o jogador que serve faça o seu jogo de serviço, já que tem a vantagem do ataque e dita o ritmo do jogo. Desta forma, uma das estratégias de jogo é tentar inverter esta vantagem durante a troca de bola ou durante a defesa fazer com que o adversário, através de erros, perca os jogos em que está a servir. Ganha o encontro aquele que atingir um número de partidas pré-definido — geralmente duas, sendo de três para os grandes torneios masculinos.

## História

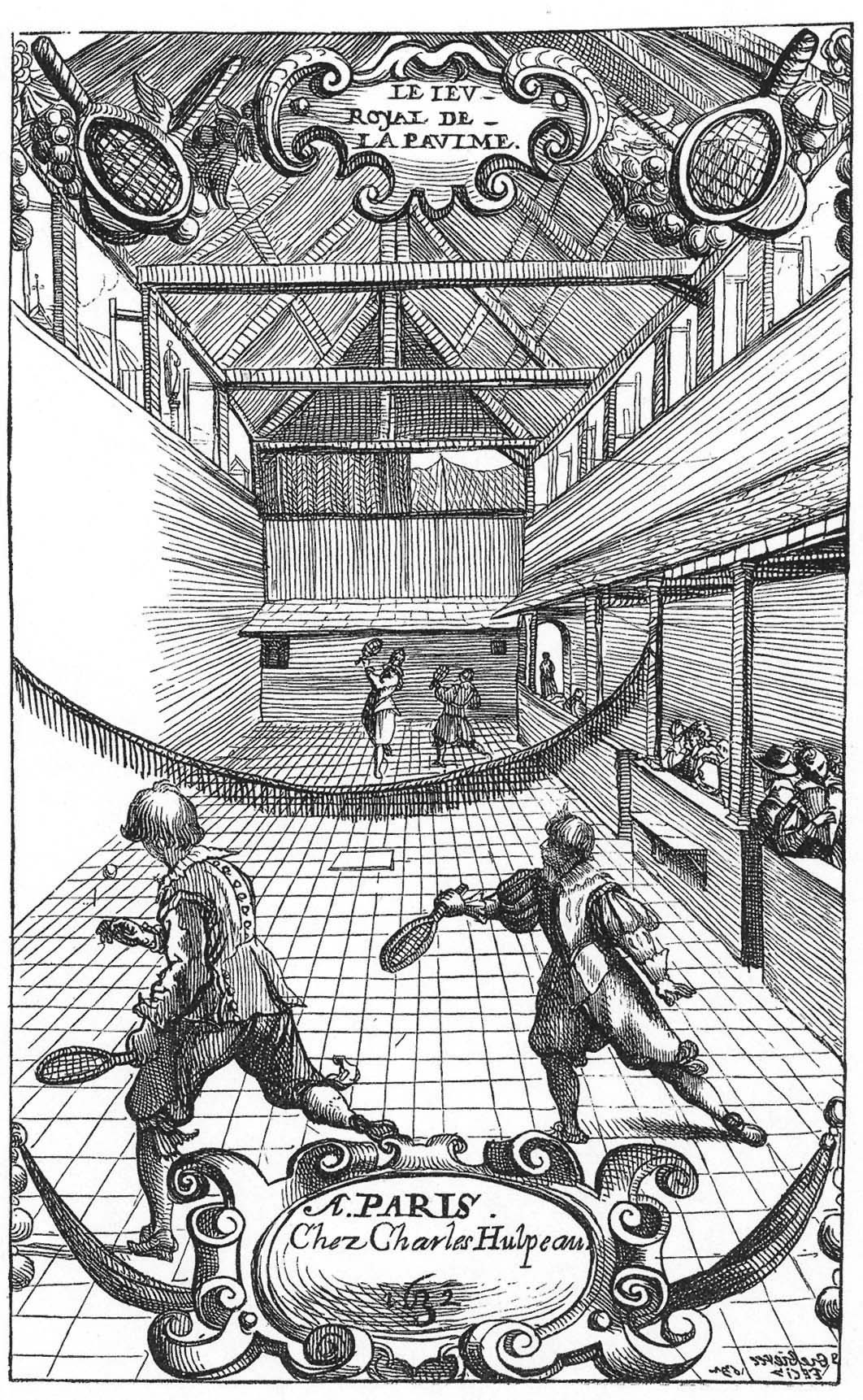
Gravura do jeu de paume de 1632

O jogo atual de tênis originou-se no século XIX, na Inglaterra. Muitos historiadores, porém, acreditam que a origem do esporte data do século XII, na França, onde contudo usava-se a mão para bater na bola. No final do século XVI começou-se a usar raquetes para bater na bola e o jogo passou a ser chamado de "tênis", do francês antigo Tenez, que pode ser traduzido como "segure" ou "receba". O jogo era popular na França e na Inglaterra, onde era praticado em locais cobertos, onde a bola batesse em uma parede. Mais tarde, o jogo seria chamado de "tênis real".
O torneio mais antigo de tênis no mundo, o Torneio de Wimbledon, foi realizado pela primeira vez em Londres em 1877. Essa primeira edição gerou um debate sobre a padronização das regras do esporte.
Em 21 de Maio de 1881, a United States National Lawn Tennis Association foi fundada para padronizar as regras e organizar as competições. O U.S. National Men's Singles Championship, hoje o US Open de tênis, foi realizado pela primeira vez em 1881, em Newport, Rhode Island. O torneio feminino se estabeleceu em 1887. O esporte também era popular na França, com o Aberto da França datando de 1891. Assim, Wimbledon, o US Open, o Aberto da França e o Aberto da Austrália (de 1905) tornaram-se os eventos de maior prestígio no tênis, algo que se mantém até hoje. Juntos, esses torneios são chamados de Majors ou Slams (termo retirado do basebol).
As regras mais abrangentes foram promulgadas em 1924, pela Federação Internacional das Regras de Tênis, hoje conhecida como Federação Internacional de Tênis, e se mantém até os dias atuais, com a principal alteração sendo a adição do tie-break, desenvolvido por Jimmy Van Alen. No mesmo ano, o esporte se retirou dos Jogos Olímpicos, tendo retornado somente em 1984, como um evento promocional. O sucesso do evento foi tão grande que o COI decidiu reintroduzir o tênis como um esporte olímpico na edição de 1988, em Seul. A Copa Davis, a principal competição internacional entre as federações nacionais, existe desde 1900. A versão análoga para as mulheres é a Fed Cup, iniciada em 1963.
Em 1968, após denúncias de lavagem de dinheiro envolvendo tenistas menos expressivos, iniciou-se a era aberta, onde todos os jogadores poderiam competir em todos os torneios. Com o estabelecimento da era aberta, também iniciou-se o circuito profissional internacional, aumentando a receita e a popularidade do esporte pelo mundo.

## Regras

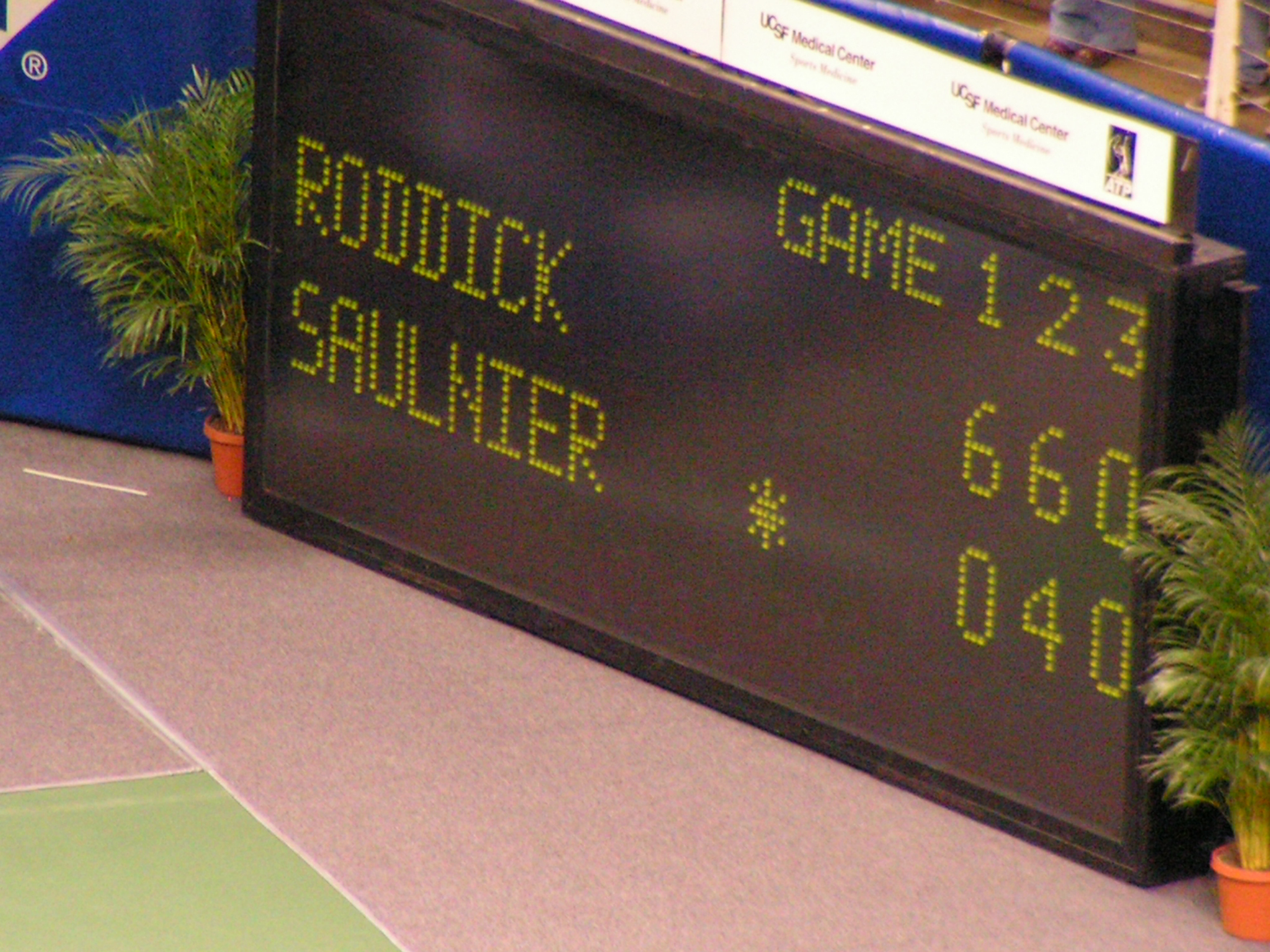
Placar de um jogo de ténis

Uma partida de tênis pode ser uma partida de simples (um contra um) ou duplas (dois contra dois). Um sorteio antes do início do jogo define o jogador/dupla que começará servindo e o que começará recebendo o saque. O jogo é dividido em sets/partidapt, games e pontos. O set é ganho pelo primeiro jogador/dupla a atingir 6 games, com dois games, no mínimo, de diferença para o adversário. Caso haja empate no set de 6-6, será disputado um tie-break, no qual o jogador que vencer 7 pontos primeiro, com uma diferença de dois pontos para o adversário, ganha o set. Em caso de diferença menor a dois pontos, segue-se o tie-break até que a diferença seja cumprida. Pode-se também, em casos especiais pré definidos (sempre no último set do jogo), jogar-se um Super Tie-Break, onde aquele que atingir 10 pontos, com uma diferença mínima de 2 pontos vence a partida.
O game é uma soma de pontos. No mínimo quatro pontos são disputados no game. A contagem é feita por 15-30-40-game. Caso chegue-se a uma contagem de 40-40, o jogador que vencer dois pontos seguidos vence o game. O ponto começa a ser disputado quando o jogador que está sacando joga a bola para o outro lado da rede, de modo que ela caia dentro da área de serviço. São duas tentativas para se iniciar o ponto, caso contrário perde-se o ponto. Perde-se o ponto quando: a bola não ultrapassa a rede; a bola pinga fora dos limites da quadra; a bola pinga duas vezes dentro de um dos lados da quadra. Somente a raquete pode tocar a bola (exceto no saque, onde o lançamento da bola é feito com as mãos).

## Equipamentos

### Raquete

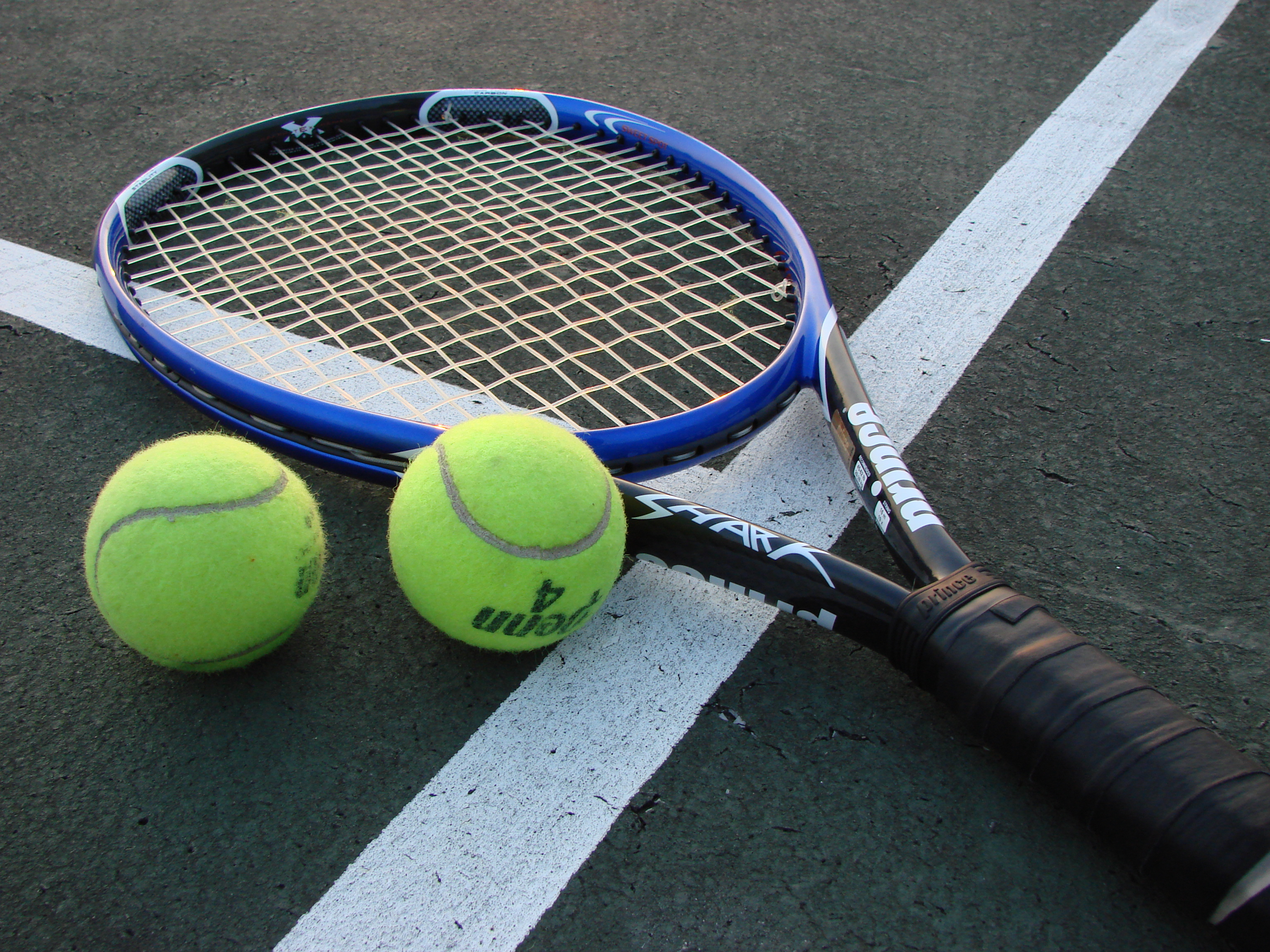
Raquete de tênis e 2 bolas

Em 1583, surge a primeira raquete com encordoamento vertical, como as de hoje, em substituição ao transversal. A raquete desenvolvida pelo neerlandês Mitelli, em 1675, tem o cabo mais longo em relação à área de impacto. O aparecimento da raquete com cabo liso, em 1891, ajuda a evitar as habituais torções no pulso. No fim do século XIX, acontece uma grande revolução no formato: o lançamento dos primeiros modelos ovais. A área de batida das bolas também se renova. Os minúsculos quadrados do encordoamento se multiplicam. Inspirada em instrumentos musicais italianos, a raquete de 1930 é apresentada com um novo desenho.
Esse desenho ficou conhecido por ter uma aparência de "panelões", raquetes com cabo metálico e área de impacto maior para facilitar o jogo. Hoje em dia, a raquete mais moderna tem a abertura na armação que reduz a resistência do ar, a área de batida é menor e a corda mais fina.
A superfície de contato deve ser plana e ser formada por um padrão de cordas cruzadas conectadas à moldura da raquete. O padrão de encordoamento deve ser uniforme. As raquetes não devem exceder 73,7 cm de comprimento, incluindo o cabo; 31,7 cm de largura. A superfície de contato com a bola não deve exceder 39,4 cm de comprimento e 29,2 cm de largura. A raquete, incluindo o cabo e as cordas, não deve conter qualquer dispositivo que possa mudar o formato dela, ou para alterar a distribuição de peso, ou qualquer outro meio que possa interferir no desempenho do atleta.

## Court,campo ou quadra

Dimensões de um court de ténis

O ténis é jogado numa superfície plana retangular, geralmente de relva, terra batida ou piso rápido. O court tem 78 pés (23,77 m) de comprimento, 27 pés (8,23 m) de largura para partidas singulares e 36 pés (10,97 m) para partidas a pares. Algum espaço adicional em torno do court é requerido para que jogadores possam alcançar bolas profundas. Uma rede é esticada a meio do court em toda a sua largura, paralela com as linhas de base, dividindo-a em duas partes iguais. A rede tem 3 pés e 6 polegadas (1,07 m) de altura nas extremidades, e 3 pés (914 mm) de altura ao centro. As linhas nas extremidades das quadras são chamadas linha de base e as linhas laterais são chamadas de margem. Duas linhas, uma em cada lado da quadra, estão posicionadas a 6,4 m da rede. Estas são as linhas de serviço. A área entre a rede e a linha de serviço é dividida ao meio, paralelamente às laterais, partido do ponto mais baixo da rede.
Há três tipos principais de courts, dependendo dos materiais usados para a superfície da mesma. Cada superfície fornece uma diferença na velocidade e no salto da bola de ténis.

### Clay/ Terra batida
O court de terra batida é composto por terra e argila, coberta com pó de tijolo (saibro), um piso que torna o jogo um pouco mais lento. As bolas saltam relativamente altas e mais lentamente, fazendo com que seja mais difícil que um jogador bata um tiro indefensável. Em courts de argila, as linhas de chamada são facilmente visíveis porque a bola deixa uma marca no solo. O Torneio de Roland Garros disputa-se em courts deste tipo. 

### Hard court/ Piso rápido
Este tipo de court abrange muitas superfícies diferentes, variando do cimento, tartan ou asfalto até superfícies de madeira ou relva artificial semelhante a AstroTurf. É um piso de jogo rápido mas de fácil execução técnica, devido ao seu piso regular. Os ressaltos baixos fazem com que as jogadas sejam curtas e poderosas; jogadores do tipo serviço-rede têm vantagem neste tipo de superfície.

### Grass/ Relva
Como o próprio nome indica, é feito de relva. É o piso mais rápido do ténis, caracterizando-se pela irregularidade do ressalto da bola (dependendo de quão saudável a relva é e de quão recentemente foi cortada). Os grandes vencedores nesta superfície jogam ao estilo serviço e volley, como Pete Sampras. O Torneio de Wimbledon é jogado nesta superfície.

## Torneios
Os torneios de tênis geralmente são separados por gênero e número de inscritos. Boa parte dos torneios é composto pelas singulares masculinas e femininas e duplas masculinas e femininas. Os torneios são organizados pela ATP, WTA, ITF ou por outras organizações.

### Grand Slam

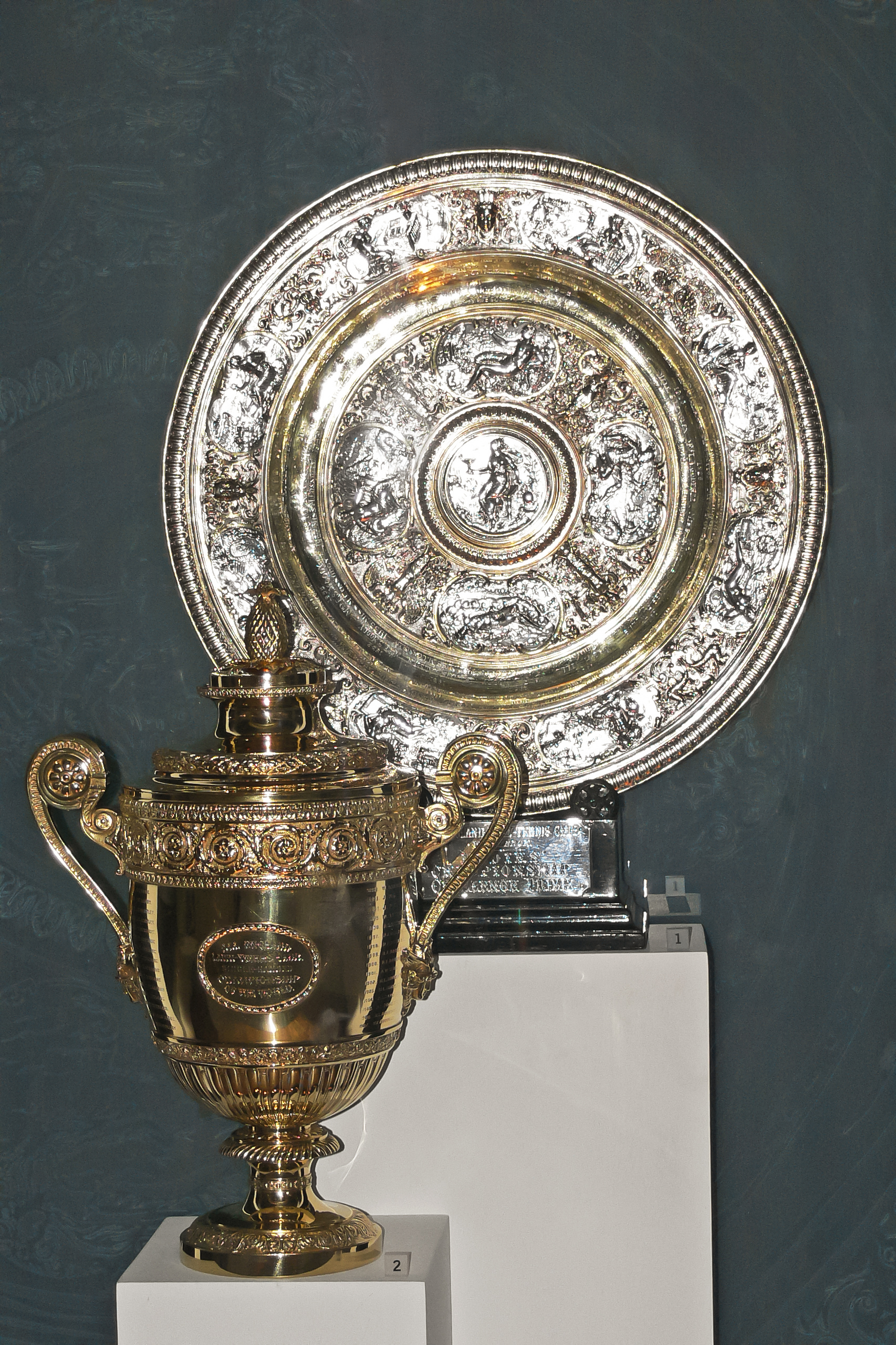
Troféus do Torneio de Wimbledon

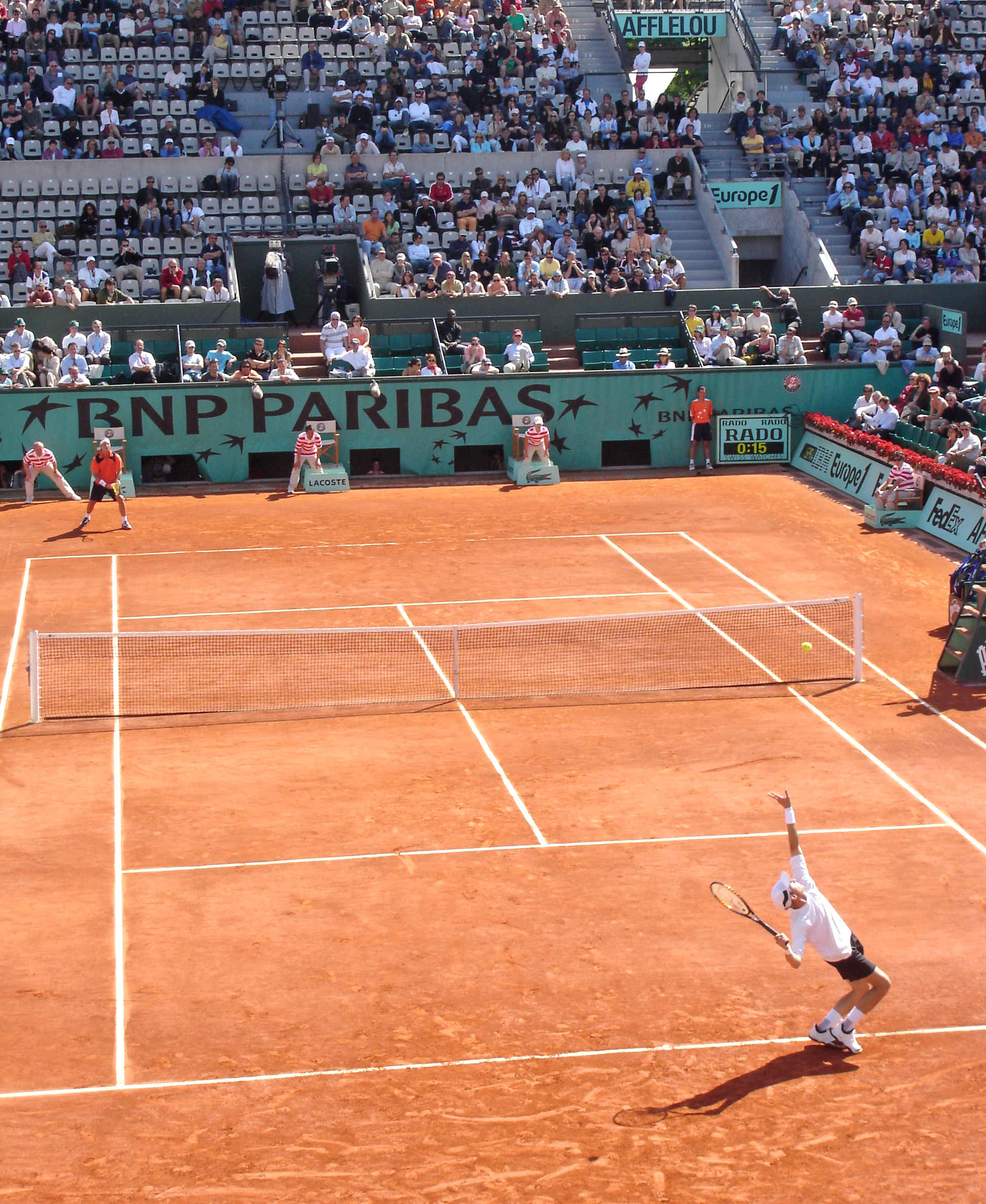
Partida entre Nikolay Davydenko e David Nalbandian no Roland Garros de 2006

O Grand Slam é a sequência dos quatro principais torneios do mundo: Roland Garros (França), Wimbledon (Inglaterra), US Open (Estados Unidos) e Aberto da Austrália.
A expressão Grand Slam veio de uma associação com outro desporto, o baseball. Quando uma equipa consegue completar de uma só vez as quatro bases, ela provoca um "grand slam" (grande barulho) no estádio — ninguém se cansa de aplaudir a incrível jogada. No ténis, quem vence os quatro maiores torneios  consegue um fato tão raro quanto completar as quatro bases sucessivas no baseball, daí a comparação. O maior vencedor de Grand Slams é o espanhol Rafael Nadal com 21 títulos. Vencer os quatro Grand Slams numa única temporada é um fato muito raro. Só dois homens e três mulheres conseguiram essa proeza:
Masculino
- John Donald Budge (Estados Unidos), em 1938.
- Rod Laver (Austrália), em 1962 e 1969.

Feminino
- Maureen Connoly (Estados Unidos), em 1953.
- Margaret Smith Court (Austrália), em 1970.
- Steffi Graf (Alemanha), em 1988.

### Masters 1000
O ATP World Tour Masters 1000 é um grupo de nove torneios anuais do segundo escalão do tênis masculino. É dado esse nome por causa da premiação em 1000 pontos no ranking profissional para o vencedor. Essa separação dos nove torneios começou em 1990 sob o nome de Super 9 e depois, Tennis Masters Series. Em 2007, a ATP anunciou que a Master Series seria renomeada para Masters 1000, com a adição dos 1000 pontos no ranking como premiação em cada torneio.  No final de cada ano, os oito tenistas mais bem classificados no ranking da ATP disputam o ATP World Tour Finals, em local rotativo.
| Mês      | Torneio                                                   | Local             | Superfície     |
| -------- | --------------------------------------------------------- | ----------------- | -------------- |
| Março    | BNP Paribas Open                                          | Indian Wells      | Dura           |
| Março    | Sony Ericsson Open                                        | Miami             | Dura           |
| Abril    | Monte-Carlo Rolex Masters                                 | Monte-Carlo       | Saibro         |
| Maio     | Mutua Madrileña Masters Madrid                            | Madrid            | Saibro         |
| Maio     | Internazionali BNL d'Italia                               | Roma              | Saibro         |
| Agosto   | Rogers Cup                                                | Montreal, Toronto | Dura           |
| Agosto   | Western & Southern Financial Group Masters & Women's Open | Cincinnati        | Dura           |
| Outubro  | Shanghai Masters 1000 presented by Rolex                  | Shanghai          | Dura           |
| Novembro | BNP Paribas Masters                                       | Paris             | Dura (coberta) |

1. ↑  Atualmente na cidade próxima de Key Biscayne.
2. ↑  Atualmente na comuna francesa de Roquebrune-Cap-Martin.
3. ↑  Atualmente na cidade de Mason (Ohio).

### ATP 500 e 250
O ATP International Series é dividido em duas categorias: 500 e 250. Eles são nomeados assim pelas respectivas premiações de 500 e 250 pontos no ranking ao vencedor.

### Challenge Tour e Futures
O Challenge Tour é o nível mais baixo dos torneios da ATP. Ele é composto por cerca de 160 torneios em diversos países. Os tenistas iniciantes usam esses torneios para se adaptarem ao nível do tênis profissional.
Abaixo dos Challengers, estão os torneios Futures, que são realizados pela ITF. Esses torneios também contabilizam pontos para o ranking da ATP.

### Premier
Os torneios Premier são o maior nível dos torneios femininos (abaixo dos Grand Slam). Dentro da categoria Premier existem os torneios Premier Obrigatórios, Premier 5 e Premier.
| Mês       | Torneio                              | Local        | Superfície     | Categoria         |
| --------- | ------------------------------------ | ------------ | -------------- | ----------------- |
| Janeiro   | Brisbane International               | Brisbane     | Dura           | Premier           |
| Janeiro   | Apia International Sydney            | Sydney       | Dura           | Premier           |
| Fevereiro | Open GDF Suez                        | Paris        | Dura (coberta) | Premier           |
| Fevereiro | Qatar Total Open                     | Doha         | Dura           | Premier 5         |
| Fevereiro | Dubai Duty Free Tennis Championships | Dubai        | Dura           | Premier           |
| Março     | BNP Paribas Open                     | Indian Wells | Dura           | Premier Mandatory |
| Março     | Sony Ericsson Open                   | Miami        | Dura           | Premier Mandatory |
| Abril     | Family Circle Cup                    | Charleston   | Saibro (verde) | Premier           |
| Abril     | Porsche Tennis Grand Prix            | Stuttgart    | Saibro         | Premier           |
| Maio      | Mutua Madrileña Masters Madrid       | Madrid       | Saibro (azul)  | Premier Mandatory |
| Maio      | Internazionali BNL d'Italia          | Roma         | Saibro         | Premier 5         |
| Maio      | Brussels Open                        | Bruxelas     | Saibro         | Premier           |
| Junho     | AEGON International                  | Eastbourne   | Grama          | Premier           |
| Julho     | Bank of the West Classic             | Stanford     | Dura           | Premier           |
| Julho     | Mercury Insurance Open               | Carlsbad     | Dura           | Premier           |
| Agosto    | Rogers Cup                           | Montreal     | Dura           | Premier 5         |
| Agosto    | Western & Southern Open              | Cincinnati   | Dura           | Premier 5         |
| Agosto    | New Haven Open at Yale               | New Haven    | Dura           | Premier           |
| Setembro  | Toray Pan Pacific Open               | Tóquio       | Dura           | Premier 5         |
| Outubro   | China Open                           | Pequim       | Dura           | Premier Mandatory |
| Outubro   | Kremlin Cup                          | Moscou       | Dura (coberta) | Premier           |

1. ↑  Atualmente na cidade próxima de Key Biscayne.
2. ↑  Atualmente na cidade de Mason (Ohio).

## Jogadores
Os tenistas profissionais são aqueles que competem nos torneios oficiais de tênis, contabilizando pontos para os rankings masculino e feminino. Atualmente existem vários tenistas de alto nível jogando, podendo citar Roger Federer, Rafael Nadal, Novak Djokovic, Andy Murray, Serena Williams, Venus Williams, Victoria Azarenka, Caroline Wozniacki e Maria Sharapova.
Os tenistas que obtiveram grandes resultados em sua carreira costumam ser indicados ao International Tennis Hall of Fame.

## Linguagem do esporte

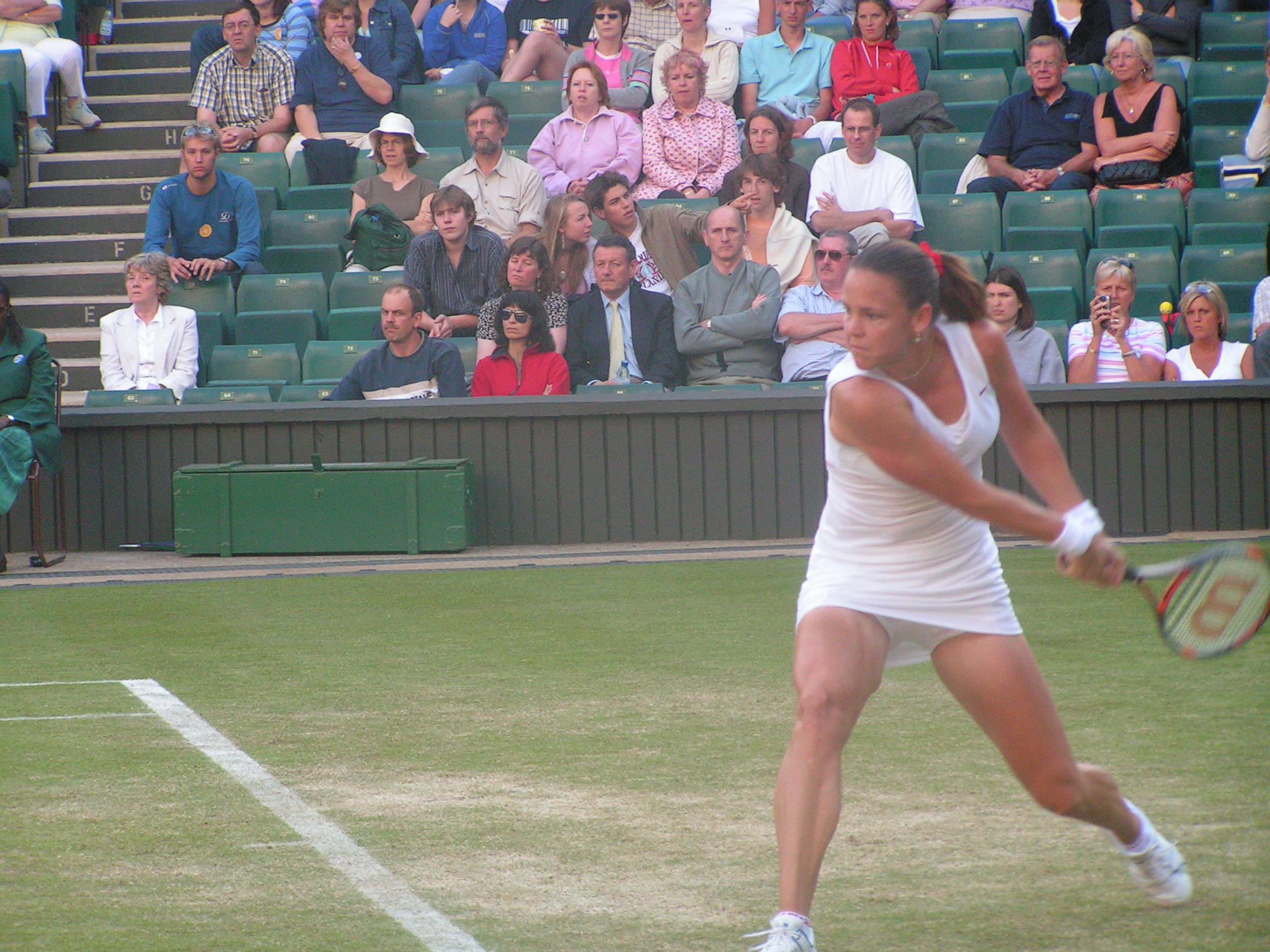
Lindsay Davenport preparando-se para um backhand

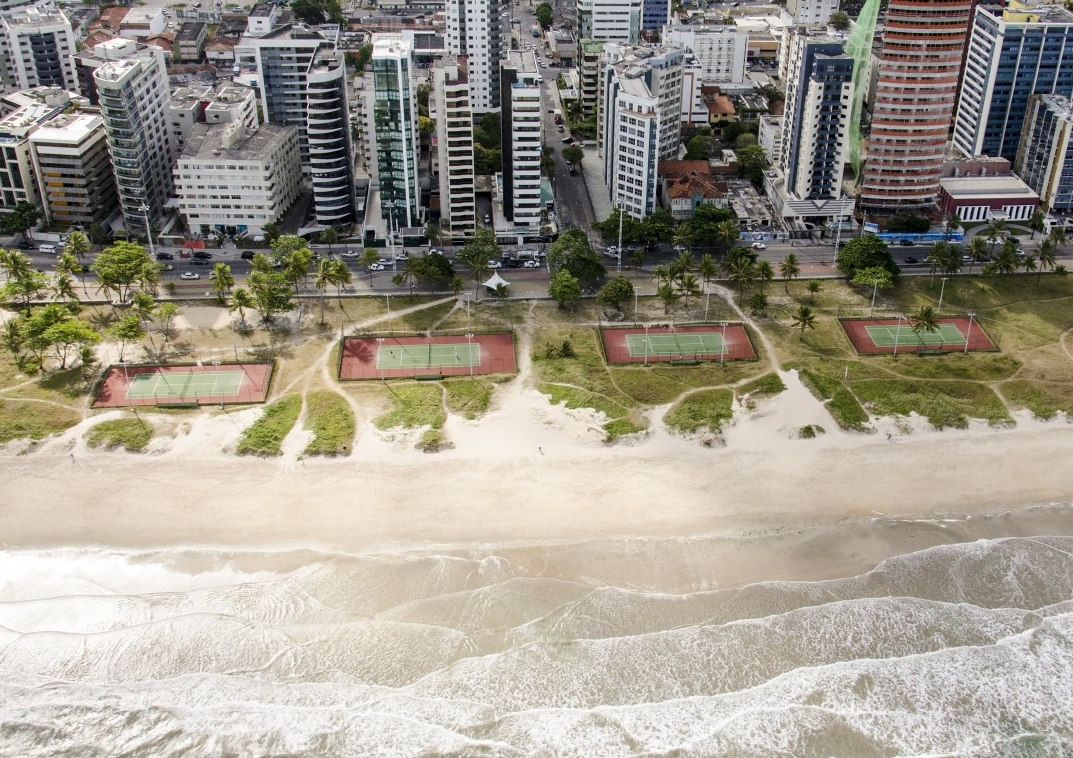
Quadras de tênis públicas no trecho inicial da Praia de Boa Viagem, em Recife (Pernambuco)

- Ace / Ás - Saque que, bem colocado ou batido com muita eficácia, não dá chance ao adversário de pegar a bola na tentativa de resposta.
- Approach / Aproximação - O approach é o golpe que propicia ao tenista que o executou chegar à rede para tentar um voleio, feito próximo ao T na quadra.
- Backhand - Pancada batida com as costas da mão viradas para a frente.
- Baloeiro - É uma gíria pejorativa utilizada entre os tenistas para se referir aos jogadores que mandam bolas altas (balões) de difícil devolução. Normalmente os jogadores iniciantes ou com pouca técnica se valem de tais artifícios para ganhar ao adversário, ainda que involuntariamente. Entretanto, há alguns jogadores profissionais famosos por "dar balão". Pete Sampras, por exemplo, apesar de não ser "baloeiro", costumava mandar bolas altas na esquerda de Agassi para vencer seu rival.
- Break / Quebra de serviçopt / Quebra de saquebr - Ganhar o game em que foi o adversário quem sacou.
- Break point - Ponto que favorece o recebedor e assim pode conduzir à quebra de saque.
- Drive - Qualquer golpe dado no fundo da quadra.
- Drop shot / Amortie / Deixadinhabr - É um golpe dado com efeito cortado (underspin) ou lateral (sidespin) para que a bola aterrisse perto da rede do lado adversário.
- Falta - Um erro no saque (por sacar a bola para rede, para fora da área permitida, ou por pisar a linha de fundo de quadra). Dois erros consecutivos, ou dupla falta, fazem o servidor dar um ponto ao oponente.
- Forehand: Pancada batida com a palma da mão virada para fora.
- Net/Let - Lance no qual durante a execução do saque, a bola toca a fita da rede (net) e cai dentro da área de saque, resultando em um novo primeiro ou segundo serviço.
- Lob / Chapéu ou Balão - Golpe dado sobre o adversário quando ele está próximo da rede. Tecnicamente, o lob é uma passada só que a bola passa por cima dele (passing shot).
- Love - é o mesmo que zero. Os estudiosos dizem que foi introduzido à linguagem do tênis por dois motivos: O primeiro deles é o fato de que se o jogador está com zero, significa que ele só joga por amor, em inglês Love. O segundo dele é o fato de na língua francesa, l'oeuf significar ovo, que parece um zero.
- Passing Shot / Passada - Golpe dado sobre o adversário quando este está próximo da rede, em que a bola lhe passa pela esquerda ou direita.
- Set / Partidapt - Parte da contagem do tênis. A série termina quando um dos tenistas atingir 6 games vencidos, desde que haja dois games de diferença. Há jogos em melhor de três ou cinco sets.
- Slice / Fatiar ou Cortar - Golpe dado com a raquete quase na horizontal, como que "fatiando" a bola. É usado como recurso de defesa para quando não se está bem posicionado para executar um drive. Também é usado por muitos tenistas para fazer uma aproximação à rede ou simplesmente para quebrar o ritmo do adversário, que muitas vezes já espera uma bola veloz. Se for feito com força e de cima para baixo, produz uma bola de pouco ressalto (com efeito quica no chão e vai para um dos lados) muito difícil de responder, cujo expoente máximo terá sido Yannick Noah.
- Smash - Golpe dado por sobre a cabeça, quando a bola vem alta do adversário.
- Topspin / Golpe Liftadobr -  Golpe com efeito que faz a bola passar alta sobre a rede para, em seguida, sofrer uma brusca descaída e tocar o campo de jogo adversário dentro da quadra. Como o próprio nome diz, esse efeito é realizado com a raquete tocando a bola por cima (top), que faz a bola girar e ganhar velocidade ao tocar na quadra. Com esse efeito a bola viaja mais lentamente do que quando batida chapada ou, em inglês, flat. Este tipo de jogo é frequentemente usado em quadras de piso lento (saibro).
- Vantagem - Ponto que desempata o placard de igualdade (40 a 40 ou deuce). Vantagem significa que o ponto seguinte pode concluir o game. Pode ser "vantagem do sacador" ou "vantagem do recebedor" . Em campeonatos internacionais, diz-se o nome de quem tem a vantagem.
- Volley / Voleio br - Ato de golpear a bola antes que a mesma toque a quadra. Geralmente é feito perto da rede.
- Winner - Ponto vencedor. Bola lançada em local indefensável para o adversário. O winner pode ser dado num saque, voleio, deixadinha, passada ou golpe de fundo de quadra.
- Contagem de pontos - Os pontos são dados nesta ordem: 0, 15, 30, 40. Em cada ponto existe um lugar certo para sacar, começando sempre pela direita.